# Tiếng Phúc Kiến Đài Loan
Tiếng Phúc Kiến Đài Loan hay tiếng Mân Nam Đài Loan (臺灣閩南語), thường được gọi phổ biến là tiếng Đài Loan hay Đài Ngữ (Tâi-oân-oē 臺灣話 hay Tâi-gí 台語), là tiếng Mân Nam của phương ngữ Phúc Kiến được 80% dân cư Đài Loan sử dụng. Đây là ngôn ngữ lớn nhất tại Đài Loan, vì vậy tiếng Phúc Kiến thường được coi là ngôn ngữ thứ nhất của hòn đảo. Có sự tương đồng giữa ngôn ngữ và nguồn gốc mặc dù điều này không phải lúc nào cũng chính xác. Pe̍h-ōe-jī (POJ) là cách chuyển tự phổ biến cho ngôn ngữ này và cho cả tiếng Phúc Kiến.
Tiếng Phúc Kiến Đài Loan nói chung là tương tự như phương ngữ Hạ Môn, phương ngữ Tuyền Châu và phương ngữ Chương Châu (các nhánh của tiếng Mân Nam) cũng như các dạng phương ngữ của chúng ở Đông Nám Á và nói chung có thể hiểu lẫn nhau. Khác biệt chỉ xảy ra trong một số từ vựng. Giống như phương ngữ Hạ Môn, tiếng Phúc Kiến Đài Loan được dựa trên một sự pha trộn của cách phát âm tại Chương Châu và Tuyền Châu. Do sự phổ biến đại chúng của các phương tiện truyền thông giải trí tiếng Phúc Kiến từ Đài Loan, tiếng Phúc Kiến Đài Loan đã phát triển để trở nên có ảnh hưởng nhiều hơn tới phương ngữ Phúc Kiến của tiếng Mân Nam, đặc biệt là từ sau năm 1980. Cùng với phương ngữ Hạ Môn, phương ngữ Đài Loan được coi là "tiếng Phúc Kiến chuẩn".

## Phân loại
Tiếng Phúc Kiến Đài Loan là một biến thể của tiếng Mân Nam, quan hệ gần gũi với phương ngữ Hạ Môn. Ngôn ngữ này thường được coi là một "phương ngôn Trung Quốc" thuộc về Nhóm ngôn ngữ Hán lớn hơn. Tuy nhiên, theo một quan điểm khác, đây có thể là một "ngôn ngữ" độc lập vì không thể hiểu lẫn nhau với Tiếng Phổ thông. Cách phát âm của từ cũng có những khác biệt, một người nói tiếng Phổ thông cần phải dùng hệ thống chữ Hán (một loại chữ tượng hình, biểu ý) để giao tiếp với người nói tiếng Phúc Kiến. Việc nó cũng như các "phương ngôn" khác tại Trung Quốc đại lục là một ngôn ngữ riêng hay là "phương ngôn" tùy thuộc vào cách nhìn nhận của mỗi người, và đôi khi phụ thuộc vào lý do chính trị.

### Văn phạm
- LỊCH SỬ VÀ NGÔN NGỮ ĐÀI LOAN
- CHÚNG TA HỌC TIẾNG ĐÀI VÀ TIẾNG VIỆT
- 閩南語典藏：歷史語言與分佈變遷資料庫[liên kết hỏng]
- Ethnologue Report For Chinese Min-Nan
- 線上書籍：福爾摩沙的烙印：臺灣閩南語概要 Lưu trữ ngày 2 tháng 5 năm 2008 tại Wayback Machine

### Các nguồn khác
- An introduction to the Taiwanese language for English speakers
- Blog on the Taiwanese language and language education in Taiwan
- How to Forget Your Mother Tongue and Remember Your National Language, by Victor H. Mair.
- Ethnologue Report For Chinese Min-Nan (15th edition); Ethnologue Report For Chinese Min-Nan (14th edition). This report uses a classification which considers Taiwanese a dialect of Min-Nan, which is classified as a separate language from Mandarin. This view of Taiwanese is controversial for the political reasons mentioned above.

Dictionaries
- By the Republic of China's Ministry of Education (tiếng Trung)
- Taiwanese-Mandarin on-line dictionary Lưu trữ ngày 29 tháng 5 năm 2011 tại Wayback Machine
- Taiwanese Hokkien Han Character Dictionary Lưu trữ ngày 27 tháng 11 năm 2011 tại Wayback Machine
- Taiwanese-Hakka-Mandarin on-line Lưu trữ ngày 8 tháng 10 năm 2006 tại Wayback Machine (tiếng Trung)
- The Maryknoll Taiwanese-English Dictionary and English-Amoy Dictionary Lưu trữ ngày 25 tháng 12 năm 2018 tại Wayback Machine

Learning aids
- Taiwanese teaching material Lưu trữ ngày 7 tháng 2 năm 2018 tại Wayback Machine: Nursery rhymes and songs in Han characters and romanization w/ recordings in MP3
- Learn Taiwanese by James Campbell. The orthography used appears to be slightly modified pe̍h-oē-jī.
- Travlang (language resources for travellers): Hō-ló-oē Lưu trữ ngày 18 tháng 5 năm 2017 tại Wayback Machine
- Daiwanway: Tutorial, dictionary, and stories in Taiwanese. Uses a unique romanization system, different from Pe̍h-oē-jī. Includes sound files.[liên kết hỏng] The original appears to be offline (last checked ngày 14 tháng 11 năm 2007) but is available as a cached version via the Wayback Machine.

Other
- Open Directory (dmoz): World: Taiwanese
- Babuza Chu. Medical knowledge published in Taiwanese by Babuza.